# Muralla de Vilna
La muralla de la ciudad de Vilna era una muralla defensiva alrededor de Vilna, la capital del Gran Ducado de Lituania. Fue construida entre 1503 y 1522 para protegerse de los ataques del Kanato de Crimea al comienzo de las guerras moscovito-lituanas. El muro de piedra y ladrillo era un elemento clave del sistema defensivo de Vilna y fue pagado por los terratenientes de la ciudad. Tenía nueve puertas y un bastión de artillería. Algunas de las construcciones originales han sobrevivido.
- La puerta de Subačius se construyó al final de lo que hoy es la calle Holly Spirit.
- La puerta de spa se construyó cerca del río Vilnia en el lado este de la ciudad.
- La puerta mojada estaba cerca de la Plaza de la Catedral de Vilna.
- La puerta tártara se encontraba en la esquina de las calles Liejykla y Totoriai.
- La puerta de vilija se encontraba en la esquina de las calles Vilnius y Bernardinai.
- La puerta de trakai fue construida en la esquina de las calles Trakai y Pylimas. Era la puerta principal de la ciudad y contenía (al igual que la Puerta de la Aurora) una capilla.
- La Puerta Rūdininkai estaba al final de la calle Rūdininkai.
- La puerta de Medininkai custodiaba la entrada a la parte sur de la ciudad. Ahora se conoce como la Puerta del Alba

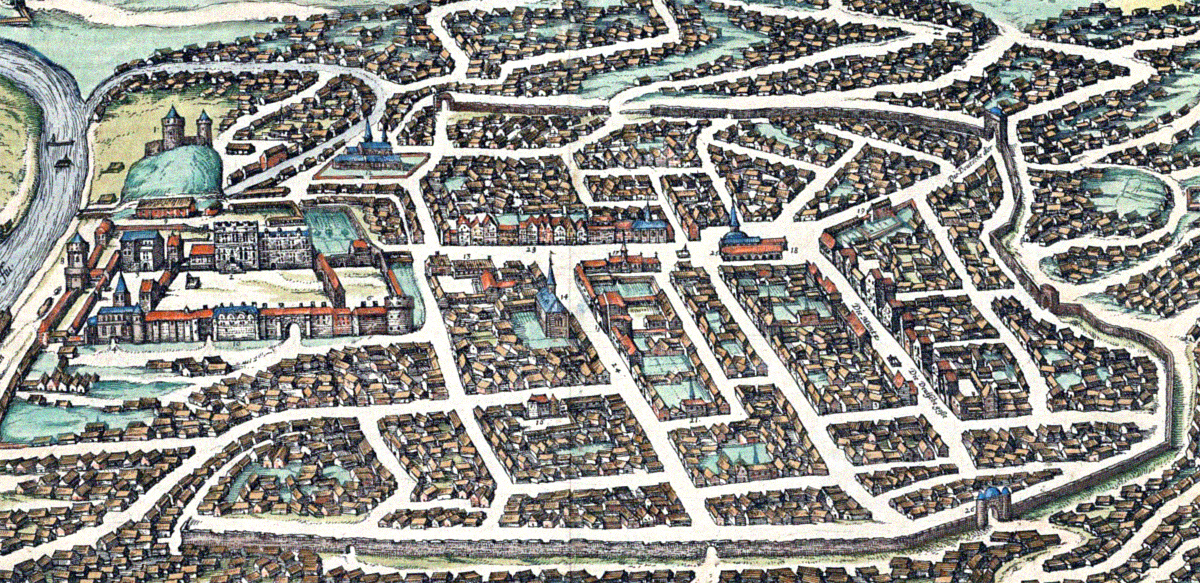
Muralla de la ciudad de Vilna en el siglo XVI

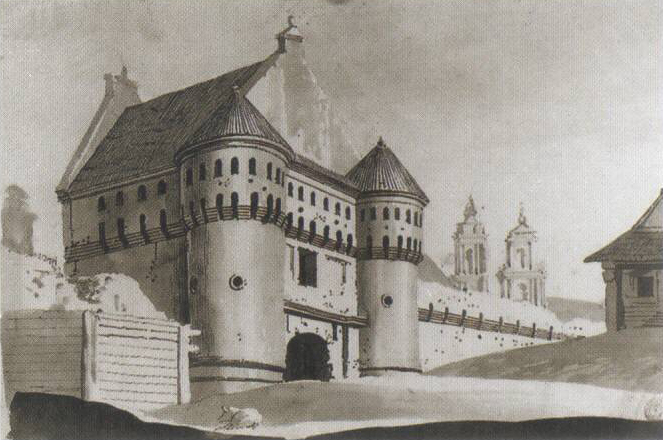
Puerta de Subačius en el siglo XVIII

Se construyó un bastión de artillería para proteger el lado este de la ciudad. Actualmente es un museo de militaria y está en proceso de renovación.
Siguiendo las particiones de la Commonwealth polaco-lituana, el gobierno ruso ordenó derribar la mayor parte del muro y todas las puertas, excepto la Puerta del Alba. Algunas partes del muro todavía son visibles en todo el casco antiguo de Vilna o se van a restaurar y mostrar.